# Monasterio Dechen Phrodrang
El monasterio Dechen Phrodrang (literalmente, «Palacio de la Gran Bienaventuranza») es una institución budista en el norte de Timbu, capital de Bután.

## Historia

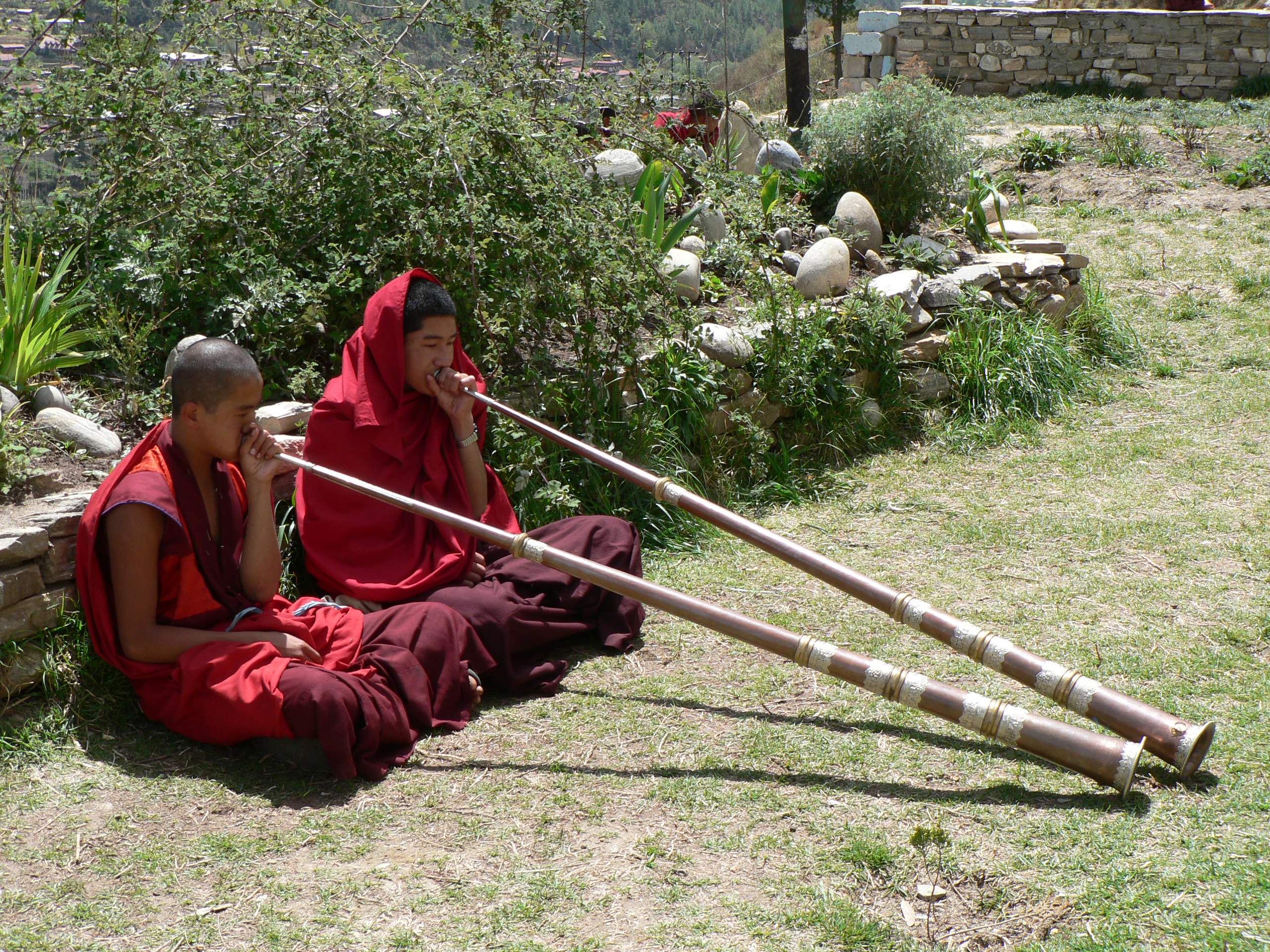
Monjes de la escuela monástica Dechen Phrodrang.

En 1971 se convirtió en una escuela monástica que cuenta con 450 monjes estudiantes matriculados en cursos de ocho años con un personal de 15 trabajadores. El monasterio contiene una serie de artefactos históricos relevantes de Bután, incluidas pinturas del siglo XII supervisadas por la UNESCO y una destacada estatua del Shabdrung Ngawang Namgyal en el piso superior. También se puede encontrar en este piso una capilla dedicada a deidades protectoras en la cual solo se admite la entrada de hombres. En la capilla de la planta baja se encuentra un buda Sakyamuni central.